# Jean Delas
Pour les articles homonymes, voir Delas.
Jean Delas est un éditeur français né le 31 août 1939,, cofondateur de L'École des loisirs.
En juillet 2015, il est nommé chevalier de la Légion d'honneur.